# Joachim Gauck
Joachim Gauck (nascut a Rostock (Mecklemburg-Pomerània Occidental) el 24 de gener de 1940) és un pastor de l'Església evangèlica alemanya, polític independent i un assagista. El 18 de març de 2012 va ser elegit per l'assemblea federal com a 11è president federal d'Alemanya. Fou el primer president independent des de la Segona Guerra Mundial.

## Biografia

### Infantesa i la vida a Alemanya Oriental (1940-1989)
Gauck va néixer en una família de mariners a Rostock, fill de Joachim Gauck (nascut 1907), i Olga Gauck (nascuda Warremann, el 1910). El seu pare era capità d'una nau amb experiència i un oficial naval distingit (Captain at Sea), que després de la Segona Guerra Mundial va treballar com a inspector de la Neptun Werft, una empresa de construcció naval. Després de l'ocupació  Soviètica al final de la Segona Guerra Mundial, els comunistes es van instal·lar al de la República Democràtica Alemanya. La família de Gauck va ser víctima de la persecució soviètica. Quan Joachim Gauck tenia onze anys, el 1951, el seu pare va ser detingut per les forces d'ocupació soviètiques, i no tornaria mai més. Va ser condemnat per un tribunal militar rus d'espionatge per la recepció d'una carta d'Occident i també de demagògia anti-soviètica, per estar en possessió d'una revista occidental en assumptes navals. Va ser deportat a un Gulag de Sibèria, on va ser maltractat fins al punt que després d'un any se'l va considerar discapacitat físic, segons explica el seu fill. Durant gairebé tres anys, la família no sabia res del que li havia passat o si encara era viu. Va ser alliberat el 1955, després de la visita d'Estat de Konrad Adenauer a Moscou. Adenauer va negociar l'alliberament de milers de presoners de guerra alemanys i civils que havien estat deportats.
Gauck es va graduar amb un Abitur al Innerstädtisches Gymnasium de Rostock. Segons Gauck, les seves activitats polítiques van ser inspirades per la terrible experiència del seu pare, que li van fer créixer amb un "anticomunisme fundat". Ja a l'escola a l'Alemanya de l'Est, no ocultava la seva posició anti-comunista, quan es va negar rotundament a unir-se al moviment de joves comunistes, la Joventut Lliure Alemanya. Volia estudiar alemany i ser periodista, però com que no era comunista, no se li va permetre fer-ho. En el seu lloc, va optar per estudiar teologia i esdevenir un pastor de l'església protestant a Mecklenburg. Ha declarat que la seva intenció principal no era esdevenir un pastor, però els estudis de teologia oferien l'oportunitat d'estudiar Filosofia i l'església era una de les poques institucions a l'est d'Alemanya, on la ideologia comunista no era dominant. No obstant això, finalment va esdevenir un pastor. El seu treball com a pastor a Alemanya de l'Est era molt difícil a causa de l'hostilitat del règim comunista cap a l'església, i durant molts anys va estar sota l'observació constant i va ser assetjat per la Stasi, que el descrivia en el seu expedient sobre ell com un incorregible anticomunista (unverbesserlicher Antikommunist). Ell ha dit que a l'edat de nou anys, jo sabia que el socialisme era un sistema injust.
En les seves memòries, Gauck escriu: "El destí del nostre pare va actuar com un garrot educatiu. Això em va conduir a un sentiment de lleialtat incondicional cap a la família, que excloïa qualsevol tipus d'idea de confraternització amb el sistema"

### Pastor a la República Democràtica Alemanya
Va desenvolupar un paper important en la reunificació alemanya de 1990. Del 1982 al 1990 va conduir una Església regional a Rostock. Durant els moments finals de la República Democràtica Alemanya (RDA) fou un membre destacat del Neues Forum, un moviment cívic i partit pro-demòcrata. En les primeres i úniques eleccions lliures de la RDA va ser elegit membre de la Cambra del Poble (Volkskammer). Aleshores va esdevenir president del comitè especial de la inspecció en la dissolució del ministeri de la Stasi, la policia secreta de l'estat comunista.

### Servei del tractament dels documents del Stasi
Després de la reunificació alemanya, Gauck va dirigir el servei federal alemany per al tractament de la documentació de la Stasi, càrrec que va ocupar fins a l'any 2000. Des d'aleshores va escriure assajos, donar conferències en el marc de l'associació Gegen Vergessen - Für Demokratie (en català: contra l'oblit, per a la democràcia). Va obtenir diversos premis nacionals i internacionals.

### President federal d'Alemanya
El 3 de juny de 2010 va ser proposat com a president federal d'Alemanya pel Partit Socialdemòcrata d'Alemanya i l'Aliança 90/Els Verds però a la tercera ronda de les eleccions va perdre contra el candidat de la coalició governamental (CDU, CSU i FDP) Christian Wulff.
El 17 de febrer de 2012, quan el llavors president Christian Wulff va presentar la dimissió per sospites de corrupció, van tornar a alçar-se les veus per a proposar Gauck com a president federal. Tan sols dos dies després de la sortida dramàtica de Wulff, durant una conferència de premsa comuna, Angela Merkel va anunciar que els cinc partits més grans de la majoria i de l'oposició havien arribat a un acord per a proposar-lo com a president federal.
La seva elecció per l'assemblea federal del 18 de març va esdevenir sense sorpreses, obtenint en primera volta 991 vots d'un total de 1228. Beate Klarsfeld, la candidata proposada per Die Linke va obtenir 126 vots. El candidat de la ultradreta obtingué 3 vots.

### Vida personal
Gauck es va casar amb Gerhild Gauck, amb qui té quatre fills: Christian, Martin, Gesine i Katharina. Va separar-se sense divorciar-se el 1991. Des del 2000 viu amb la periodista Daniela Schadt. Aquesta situació de fet és considerada per la majoria de la gent com un senyal d'una Alemanya moderna, sense immixtió a les tries que cada persona fa a la vida privada. Només uns integristes catòlics, com el diputat Norbert Geis del CSU, un partit conservador de Baviera, van vituperar aquesta situació, argumentant que al seu parer no convindria per a una persona que ha de ser «un exemple per a tots».
Daniela Schadt va dir en una intervista que «no es casaria per a raons protocol·làries».

## Publicacions destacades
- 1991: Die Stasi-Akten. Das unheimliche Erbe der DDR (rororo 13016). Rowohlt, Reinbek bei Hamburg 1991, ISBN 3-499-13016-5 (Les actes del Stasi, l'heretage desagradable de la RDA).
- 1992: Von der Würde der Unterdrückten (diversos autors)
- 1993: Verlust und Übermut. Ein Kapitel über den Untertan als Bewohner der Moderne (DDAA)
- 1998: Coautor de la versió alemanya de Das Schwarzbuch des Kommunismus – Unterdrückung, Verbrechen und Terror. Piper Verlag, Múnic 2004, ISBN 3-492-04053-5 (Llibre negre del comunisme: opressió, crims i terror).

- 2007: Reite Schritt, Schnitter Tod! Leben und Sterben im Speziallager Nr. 1 des NKWD Mühlberg/Elbe (contributor), Elisabeth Schuster (ed.), German War Graves Commission, ISBN 978-3-936592-02-3 (a NKVD Special Camp No. 1, a Soviet NKVD)
- 2007: Diktaturerfahrungen der Deutschen im 20. Jahrhundert und was wir daraus lernen können (Schriftenreihe zu Grundlagen, Zielen und Ergebnissen der parliamentarischen Arbeit der CDU-Fraktion des Sächsischen Landtages; Band 42), Dresden 2007
- 2009: Die Flucht der Insassen: Freiheit als Risiko (Weichenstellungen in die Zukunft. Eine Veröffentlichung der Konrad-Adenauer-Stiftung e.V.). Sankt Augustin-Berlin 2009. ISBN 978-3-941904-20-0
- 2009: Winter im Sommer – Frühling im Herbst: Erinnerungen. Siedler Verlag, Múnic 2009, ISBN 978-3-88680-935-6.(L'hivern a l'estiu, la primavera al tardor, records)
- 2012: Freiheit. Ein Plädoyer. Kösel, Múnic 2012, ISBN 978-3-466-37032-0.(La llibertat, una defensa)

## Premis i reconeixements
- 1991: Medalla Theodor Heuss
- 1995: Creu Federal del Mèrit
- 1996: Premi Hermann Ehlers
- 1997: Premi Hannah Arendt
- 1999: Doctor Honoris causa per la Universitat de Rostock
- 1999: Premi Imre Nagy d'Hongria
- 2000: Premi Dolf Sternberger
- 2001: Premi Erich Kästner
- 2002: "Goldenes Lot" de la  Verbandes Deutscher Vermessungsingenieure
- 2003: Courage Preis
- 2005: Doctor Honoris causa per la Universitat d'Augsburg
- 2008: Premi Thomas Dehler
- 2009: Das Glas der Vernunft
- 2010: Premi Geschwister-Scholl

Reconeixements estrangers
- Monaco : Gran Creu de l'Orde de Sant Carles (9 de juliol de 2012)[16]
- Italy :Gran Creu de l'Orde al Mèrit de la República Italiana (20 de febrer de 2013)
- Estonia: Collar de l'Orde de la Creu de Terra Mariana (3 de juliol de 2013)